# Пескиоле (Пескара)
Пескиоле (итал. Peschiole) је насеље у Италији у округу Пескара, региону Абруцо.
Према процени из 2011. у насељу је живело 18 становника. Насеље се налази на надморској висини од 542 м.